# Pawieł Szuwałow (morderca)
Pawieł Aleksiejewicz Szuwałow (ros. Па́вел Алексе́евич Шува́лов; ur. 1 marca 1968 w Leningradzie, zm. 2020 w Sosnowce) – rosyjski seryjny morderca i pedofil, zwany Newskim Maniakiem. W latach 1991–1995 zamordował 3 młode dziewczyny w Petersburgu.

## Zbrodnie
Pierwszego morderstwa Szuwałow dopuścił się jesienią 1991 r. Jego ofiarą padła 12-letnia dziewczynka, którą zgwałcił i utopił. Kolejnych zabójstw dopuścił się w 1993 i 1995 r. W tych przypadkach ofiary zostały zadźgane nożem.
Szuwałow pracując jako milicjant miał łatwość w zwabianiu ofiar. Zaczepiał młode dziewczyny na stacjach metra i zwabiał do Parku Newskiego, gdzie je gwałcił i zabijał. Wszystkie jego ofiary miały na sobie rajstopy, które zabójca rozcinał w kroku, by umożliwić sobie dokonanie gwałtu.

## Aresztowanie i proces
W grudniu 1995 r. Szuwałow został wezwany na przesłuchanie w charakterze świadka. Podczas niego, przyznał się do popełnienia 5 morderstw. Ostatecznie udowodniono mu 3, ponieważ 2 ciał nie odnaleziono. 11 czerwca 1997 r. Szuwałow został skazany na karę śmierci przez rozstrzelanie. Na mocy moratorium wyrok został zamieniony na dożywocie. Zmarł w 2020 r. w trakcie odbywania kary z powodu niewydolności serca.